# Escriptura Brahmi
Escriptura Brahmi és el nom modern donat als membres més antics de la família bràmica. Les inscripcions més conegudes en brahmi són les inscripcions sobre pedra dels Edictes d'Aixoca localitzades en el centre-nord de l'Índia, que daten del segle III a.C. Aquests són tradicionalment considerats com les mostres més antigues d'escriptura brahmi, encara que descobriments més recents suggereixen que podria haver-n'hi de més antigues. L'escriptura va ser desxifrada el 1837 per James Prinsep, un arqueòleg, filòleg i oficial de la Companyia Britànica de les Índies Orientals. Així com l'escriptura contemporània de les àrees on queden avui Afganistan i Pakistan, el Kharoṣṭhī Brāhmī era un abugida.

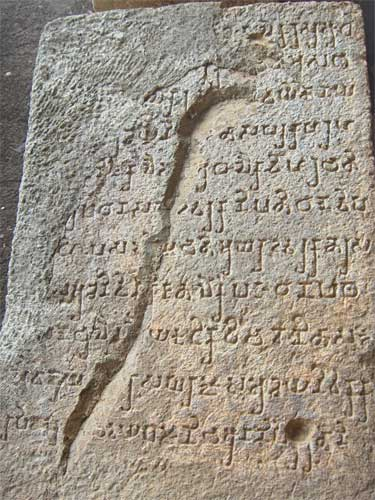
Escriptura brami sobre roques en les Coves Kanheri

## Característiques bàsiques
L'escriptura fou innovadora, amb l'alfabet en un presentació en forma amb línies i columnes (anomenada varga) d'acord amb la fonètica És alguna cosa com una taula periòdica de Mendeleiev. El sistema varga va resultar de segles d'anàlisis fetes per diverses persones, en un desenvolupament amb conceptes bàsics de fonologia que van ser descoberts i definits.

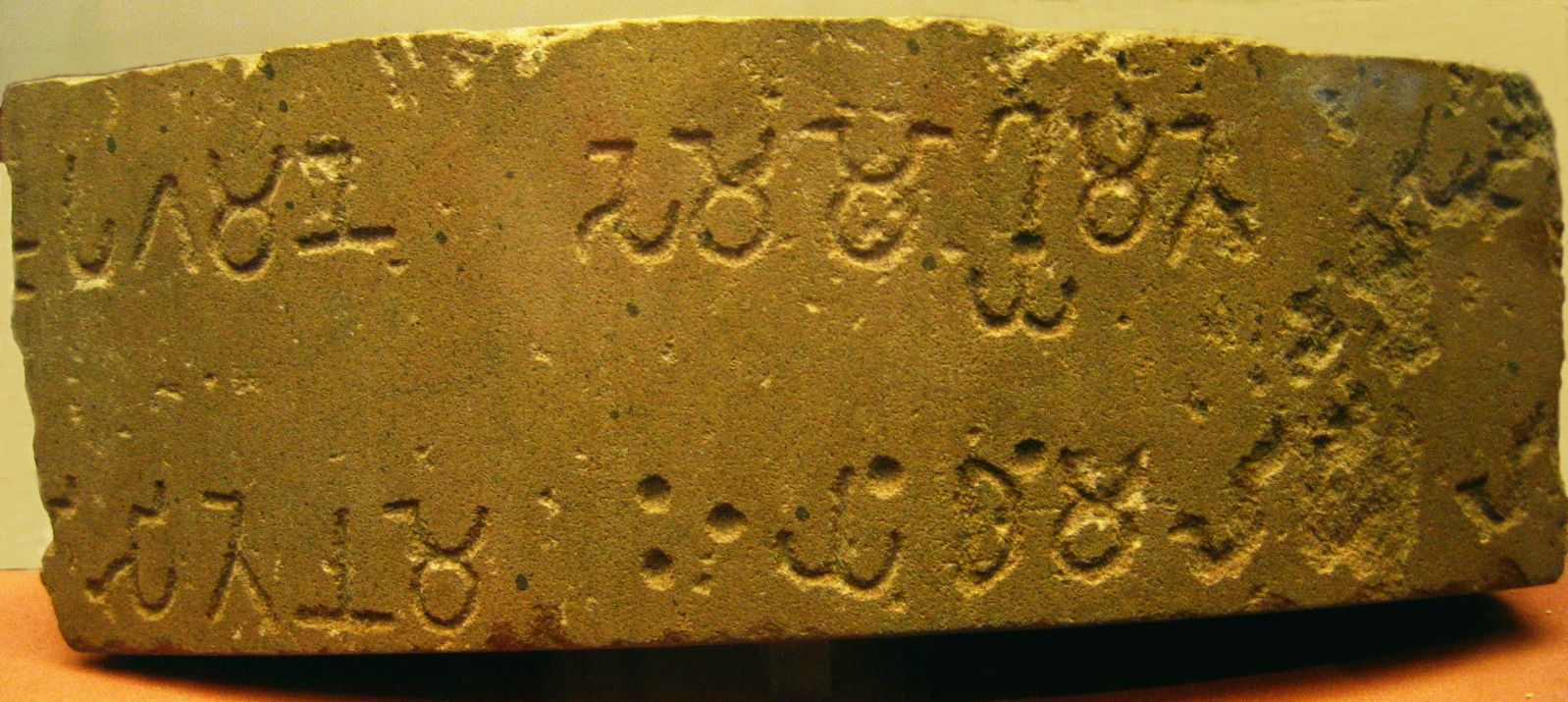
Fragment de l'Edicte d'Aixoca – 6è pilar.

L'escriptura Brami va ser l'antecessora de la majoria de les escriptures d'Àsia Meridional, del Sud-est Asiàtic, d'algunes de l'Àsia central, com l'alfabet tibetà i el khotanès. Hi ha qui creu, com Gary Ledyard, que també influí en el Hangul, escriptura del coreà (creada en 1444). La seqüència alfabètica del brami va ser adoptada per l'escriptura japonesa Kana, encara que no hi hagi relació entre les seves lletres.

## Escriptura
Són 19 caràcters per a vocals i diacrítics; 33 més per a consonants.
| Grec       | Α | Β  | Γ  | Δ   | Δ   | Ε  | Υ      | Ζ   | Ζ   | Η   | Θ  | Θ  | Ι  | Κ  | Κ  | Λ     | Μ  | Ν   | Ν  | Ξ   | Ο   | Π   | Π   | Ϻ  | Ϙ   | Ϙ  | Ρ  | Σ | Τ | Τ |
| Fenici     |   |    |    |     |     |    |        |     |     |     |    |    |    |    |    |       |    |     |    |     |     |     |     |    |     |    |    |   |   |   |
| Arameu     |   |    |    |     |     |    |        |     |     |     |    |    |    |    |    |       |    |     |    |     |     |     |     | ,  |     |    |    |   |   |   |
| Brahmi     |   |    |    |     |     | ?  |        |     |     | ?   |    |    |    |    |    |       |    |     |    |     | ?   |     |     |    |     |    |    |   |   |   |
| Devanagari | अ | ब  | ग  | ध   | ढ   | व  | द      | ड   | थ   | ठ   | य  | क  | च  | ल  | म  | न     | ण  | श   | प  | फ   | स   | ख   | छ   | र  | ष   | त  | ट  |   |   |   |
| Tàmil      | அ | ப  | க  | த   | ட   | வ  | த      | ட   | த   | ட   | ய  | க  | ச  | ல  | ம  | ந     | ண  | ஶ்   | ப  | ப   | ஸ   | க   | ச   | ர  | ஷ   | த  | ட  |   |   |   |
| Canada     | ಅ | ಬ  | ಗ  | ಧ   | ಢ   | ವ  | ದ      | ಡ   | ಥ   | ಠ   | ಯ  | ಕ  | ಚ  | ಲ  | ಮ  | ನ     | ಣ  | ಶ   | ಪ  | ಫ   | ಸ   | ಖ   | ಛ   | ರ  | ಷ   | ತ  | ಟ  |   |   |   |
| IAST       | a | ba | ga | dha | ḍha | va | de la? | ḍa? | tha | ṭha | ya | ka | ca | la | ma | en la | ṇa | śa* | pa | pha | sa* | kha | cha | ra | ṣa* | ta | ṭa |   |   |   |

* Tant el fenici, com l'arameu i el brami presenten tres consonants sordes sibilants, però com que la seqüència alfabètica es va perdre, les correspondències entre elles no són clares.
No es consideren com a consonants bramis originals:  bh,  gh,  h,  j,  jh,  ny,  ng, van ser un desenvolupament més recent.